# Нойшёнау
Нойшёнау (нем. Neuschönau) — община в Германии, в Республике Бавария.
Община расположена в правительственном округе Нижняя Бавария в районе Фрайунг-Графенау. Население составляет 2340 человек (на 31 декабря 2010 года). Занимает площадь 27,54 км².

## География
Посёлок расположен на реке Дунай на территории Баварского Леса. На востоке граничит с посёлком Хоэнау, на западе с посёлком Санкт-Освальд-Ридльхютте, на юге с городом Графенау, а на севере — с национальным парком «Баварский Лес» и чешским посёлком Модрава.
Посёлок находится на высоте около 1000 м над уровнем моря, что делает его самым высокогорным поселением в Баварском Лесе. Гора Лузен — высшая точка Нойшёнау (1375 м).

## Население
По оценке на 31 декабря 2015 года население общины Нойшёнау составляет 2259 чел. 

| Дата      | 1840 | 1871 | 1900 | 1925 | 1939 | 1950 | 1961 | 1970 | 1987 | 2011 |
| --------- | ---- | ---- | ---- | ---- | ---- | ---- | ---- | ---- | ---- | ---- |
| Население | 964  | 1059 | 1217 | 1556 | 1746 | 2244 | 1890 | 2004 | 2169 | 2269 |

| Год       | 1960 | 1970 | 1980 | 1990 | 2000 | 2009 | 2010 | 2011 | 2012 | 2013 | 2014 | 2015 |
| --------- | ---- | ---- | ---- | ---- | ---- | ---- | ---- | ---- | ---- | ---- | ---- | ---- |
| Население | 1925 | 2032 | 1978 | 2297 | 2412 | 2334 | 2340 | 2260 | 2232 | 2214 | 2206 | 2259 |

## История
Первое упоминание поселения под названием «Шёнау» относится к 1395 году. В то время он был крестьянским уделом графа Хальса. С XV века через границу Нойшёнау непосредственно проходил один из торговых путей (это отразилось на гербе посёлка в виде золотой тропы). В 1417 году в селении был построен старейший стекольный завод округа Графенау.
Вплоть до XIX века Нойшёнау был крупным центром по производству стекла. В 1896 году была построена приходская церковь. С 1917 года — самостоятельная община. С 1978 по 1979 года вместе с посёлком Санкт-Освальд-Ридльхютте образовывал единый избирательный округ.

## Фотогалерея

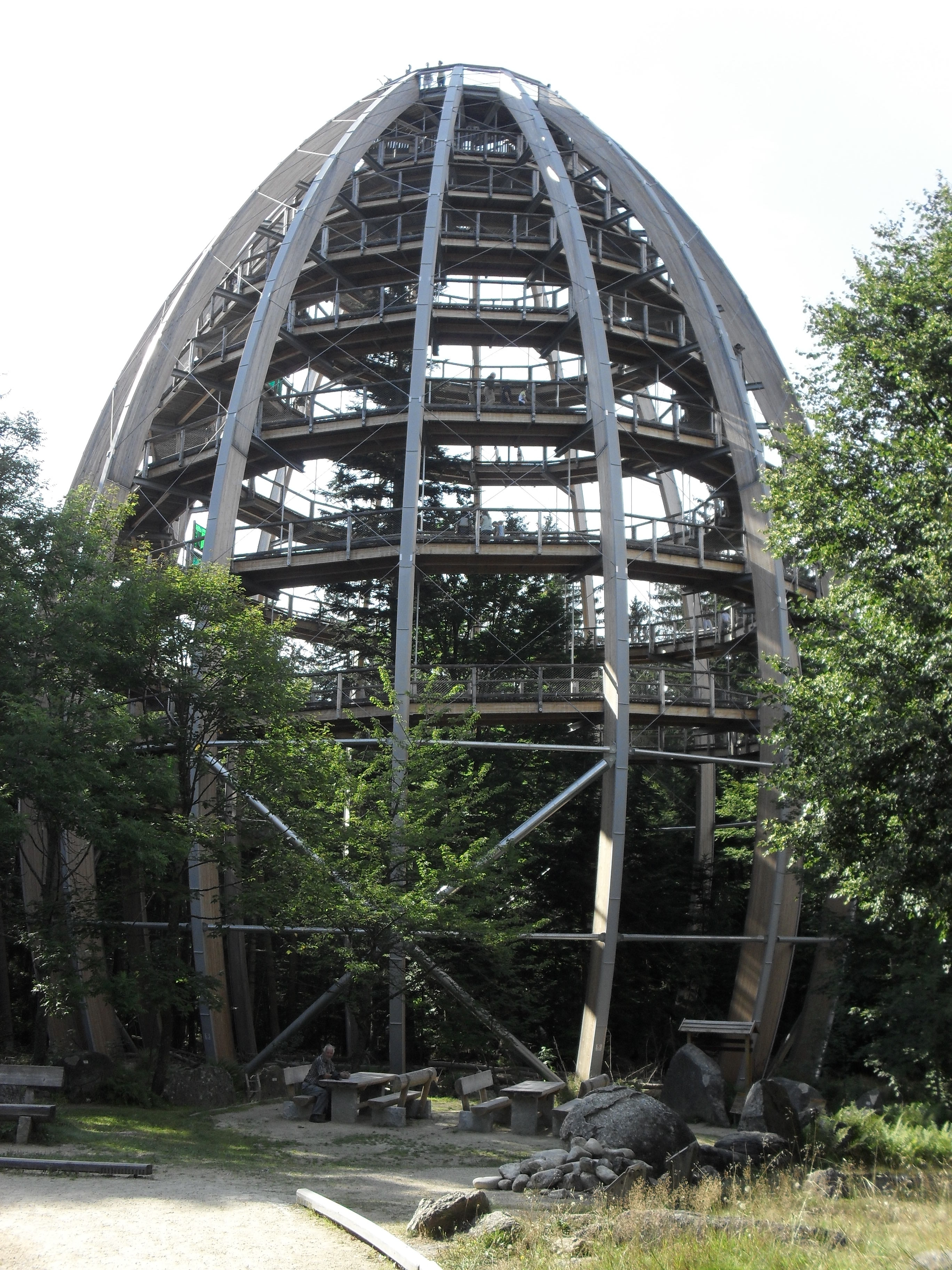
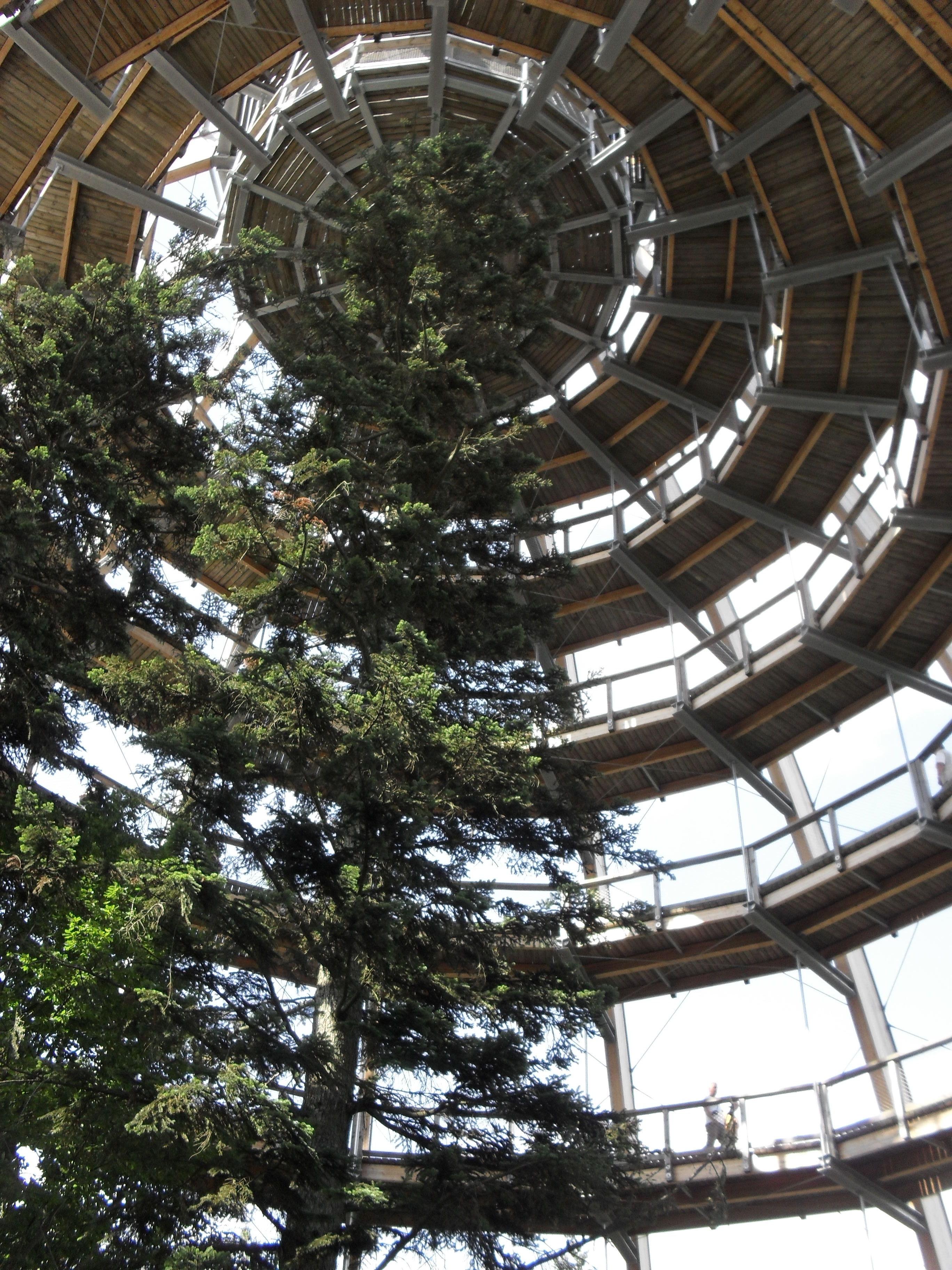
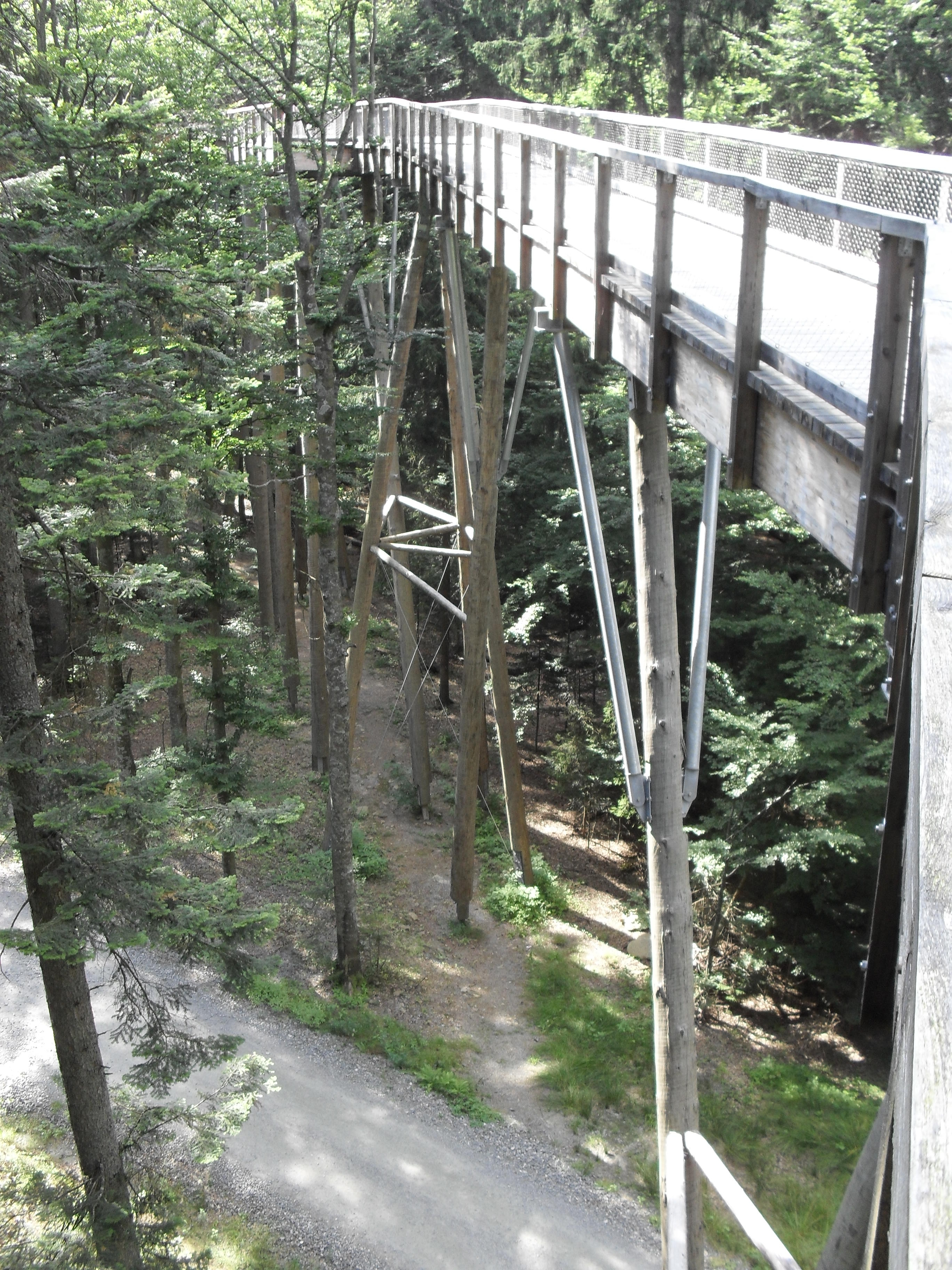